# Jawad Ghabra
Jawad Ghabra, né le 9 novembre 1994 à Zemamra (Maroc) est un footballeur marocain évoluant dans le club de l'IR Tanger. Il joue au poste d'attaquant.

## Biographie
Jawad Ghabra est formé au RCA Zemamra et débute le football professionnel en D2 marocaine. Lors de la saison 2018-19, il termine la saison à la première place de la D2 et est promu en Botola Pro. Il dispute 57 matchs en Botola Pro et marque neuf buts.
Le 20 juillet 2022, il s'engage pour deux saisons à l'Ittihad de Tanger.

## Palmarès
RCA Zemamra
- D2 marocaine (1) :
  - Vainqueur : 2019.